# Skovlund Sogn
Skovlund Sogn ist ein Kirchspiel (dän.: Sogn) im südwestlichen Jütland.
Bis 1970 gehörte es zur Harde Øster Horne Herred im Kreis Ribe, danach zur Ølgod Kommune im erweiterten Kreis Ribe Amt. Seit dessen Auflösung 2007 liegt Skovlund Sogn in Varde Kommune, Region Syddanmark.
Im Kirchspiel leben 858 Einwohner, davon 569 (Stand:1. Januar 2023) im Dorf Skovlund mit Skovlund Kirke.
Nachbargemeinden sind im Südosten Ansager Sogn, im Südwesten Hodde Sogn, im Westen Tistrup Sogn und im Norden Ølgod Sogn, ferner Grindsted Sogn in der östlich benachbarten Billund Kommune.